# Revista Brasileira de Xadrez
Revista Brasileira de Xadrez é considerada a primeira revista brasileira de enxadrismo, publicada no Rio de Janeiro no ano de 1924, tendo como editor Marcello Kiss.